# Heidi Bucher
Heidi Bucher geboren als Adelheid Hildegard Müller (* 23. Februar 1926 in Winterthur; † 11. Dezember 1993 in Brunnen) war eine Schweizer Künstlerin, deren Interesse in der Erforschung des architektonischen Raums und des Körpers durch skulpturale Eingriffe lag. Ihr Werk beschäftigt sich mit Privaträumen, dem Körper und individuellen und kollektiven Erlebnissen.

## Leben und Werk

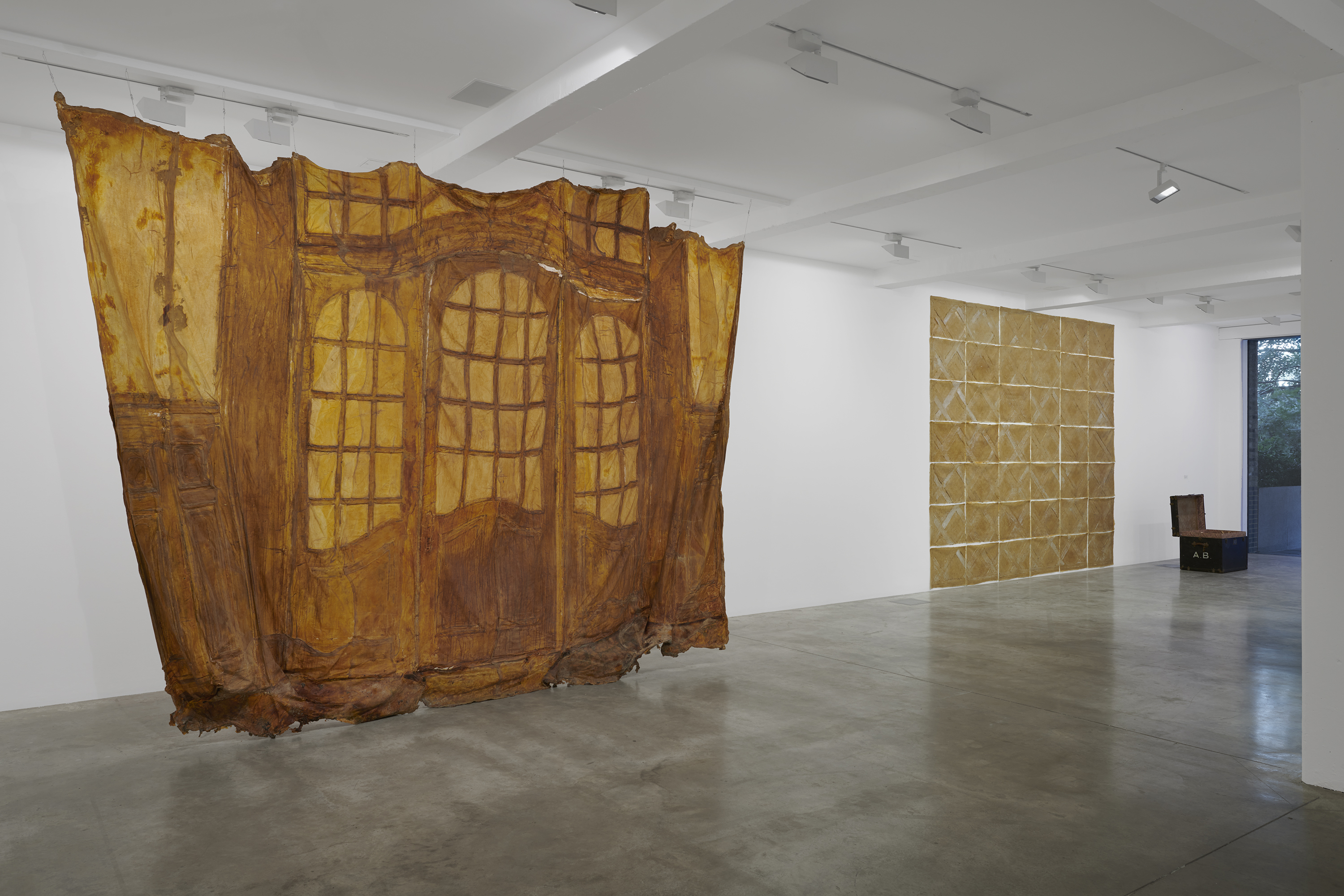
Das kleine Glasportal mit 3 Bögen (1988), Bellevue, Psychiatrische Anstalt Kreuzlingen (links); Ausstellungsansicht Parasol Unit London, 2018

Heidi Bucher wuchs in einem großbürgerlichen Elternhaus auf und absolvierte zunächst eine Schneiderlehre. Sie besuchte danach die Kunstgewerbeschule in Zürich, wo sie unter anderem bei Johannes Itten und Max Bill studierte. Während sie sich bei Bauhauskünstler Johannes Itten mit Farb- und Formtheorie befasste, brachte ihr die Textilkünstlerin Elsi Giauque den dreidimensionalen Umgang mit Werkmaterialien nahe. Modeskizzen Buchers aus der Zeit verhüllen bereits in zahlreichen Schichten den Körper und gestalten ihn so zum geometrischen Objekt anstatt seiner Form zu folgen. Ihre erste Ausstellung hatte sie im Jahr 1956 mit Seidencollagen in der Galerie Suzanne Feigel in Basel. 1956 ging sie nach New York. Ihre Freundschaft mit dem Dada-Experten Hans Bolliger in den Jahren 1954 bis 1960 verschaffte ihr einen Kontakt mit dem US-amerikanischen Galeristen Israel Ber Neumann. In der Folge kümmerte sie sich um die Führung von dessen World House Galerie auf der Madison Avenue, wo sie 1958 auch ihre Seidencollagen und Zeichnungen zeigte.
1960 kehrte sie nach Zürich zurück, wo sie ihren zukünftigen Ehemann den Bildhauer und Maler Carl Bucher (1935–2015) traf und heiratete. 1961 wurde der erste gemeinsame Sohn geboren, Indigo, 1963 der Sohn Mayo Bucher, der ebenfalls als Künstler tätig ist. 1969 erhielt Carl Bucher ein Stipendium des Conseil des Arts du Canada und die ganze Familie zog zunächst nach Montreal, dann nach Toronto für ein Jahr.

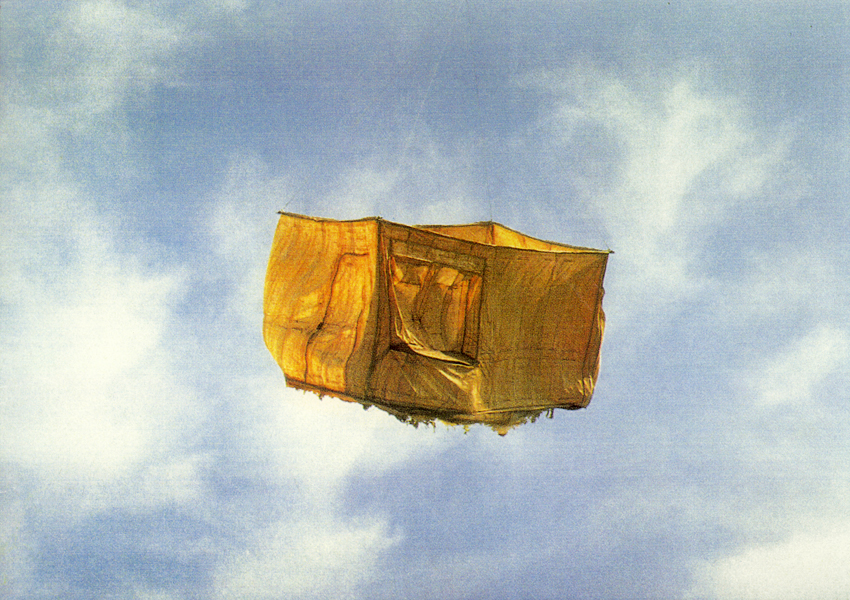
Fliegender Hautraum (Ahnenhaus/Obermühle), Winterthur 1981

### Frühe Arbeiten
Buchers frühe Arbeiten fokussieren grösstenteils auf den Körper. 1972 zog es Bucher mit ihrer Familie nach Los Angeles. Dort arbeitete sie an Bodyshells und Wrappings, und erstmals in einer Kooperation mit Carl Bucher an den Landings to Wear. Diese grossformatigen, tragbaren Arbeiten verwischen die Grenze zwischen Skulptur und Kleidung. Sie wurden auf der Titelseite des Harper’s Bazaar abgedruckt. Ein 8-mm-Film zeigt die übergrossen, aus Schaumstoff bestehenden Bodyshells in Aktion auf Venice Beach. Diese wurden auch in einer Ausstellung im Museum of Contemporary Crafts (heute das Museum of Art and Design) in New York City sowie im April 1972 im LACMA gezeigt. Daneben hatte sie Kontakt zur feministischen Kunstszene, in der sie auch ausstellte, etwa 1972 im von Judy Chicago und Miriam Shapiro kuratierten Womanhouse. 1973 kehrte sie in die Schweiz zurück und trennte sich von ihrem Mann.

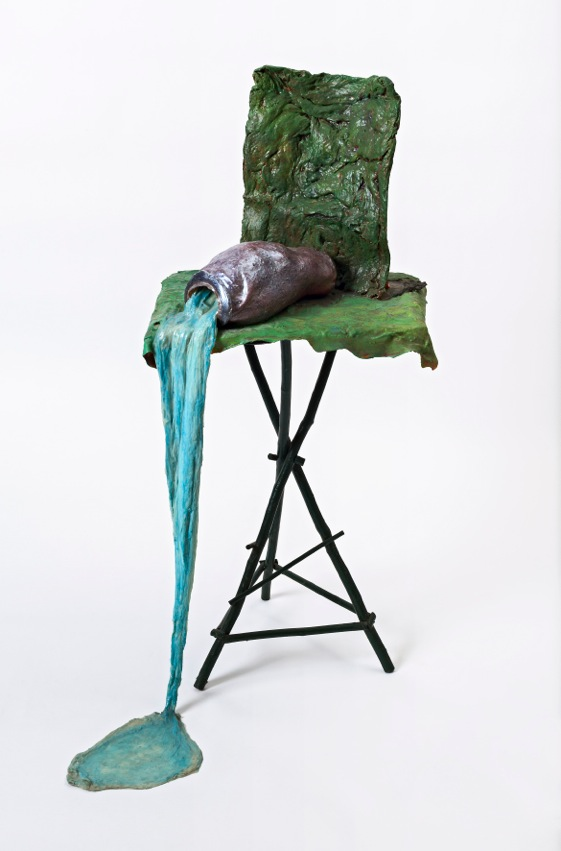
La chute de l'espoir (1986)

### Spätere Arbeiten
Bucher interessierte sich in ihrem späteren Werk zusehends für das Verhältnis zwischen Körper und Raum. Dabei verwendete sie unterschiedliche Textilien und flüssiges Latex, mit denen sie diverse Innenräume und private und persönliche Räume abgoss. Diese Güsse bezeichnete sie als Häutungen. Das Verfahren war zu diesem Zeitpunkt aus der Archäologie bekannt, Bucher gilt als erste, die es künstlerisch umdeutete. Orte für diese performativ erstellten Kunstwerke waren zunächst ihr eigenes Atelier, das sich in Zürich in einer alten Fleischerei befand, dann ihr Elternhaus und das Haus ihrer Großeltern, die Obermühle. Sie kleidete für die Aktionen Wände und Böden der Räumlichkeiten mit in Flüssigkautschuk getränkten Textilien aus. Dann folgte eine weitere Schicht aus Latex, bisweilen mit Pigment oder Perlmutt angereichert. Nach dem Aushärten wurden diese „Häute“ unter großem körperlichen Einsatz abgerissen, was sie mit der Kamera dokumentierte.
Ab den 1980er Jahren beschäftigte Bucher sich mit der Psychologie von Räumen und deren historischer Dimension von Schuld und Kontrolle. 1987 etwa in der Ruine der Grande Albergo in Brissago in der Nähe des Lago Maggiore. In der Zeit des Faschismus wurde diese als staatliches Internierungsheim für jüdische Kinder und Frauen genutzt. In ihren letzten Lebensjahren verbrachte Bucher viel Zeit auf Lanzarote. Eines ihrer letzten Werke aus dem Jahr 1992 trägt den Titel La Vida el muerte (Das Leben der Tod), ein zu einer Art Kabinett umgearbeiteter alter Baumstamm, in dem sich zwei mit Sand gefüllte Postsäcke befinden. Einer träg die Aufschrift La Vida (Das Leben), der andere El Muerte (Der Tod).
1994 wurde sie posthum mit dem Kulturpreis der Stadt Winterthur ausgezeichnet. Ihr Werk geriet nach ihrem Tod zunächst für einige Jahre in Vergessenheit. Im Jahr 2004 zeigte das Migros Museum für Gegenwartskunst eine Retrospektive ihres Schaffens, danach kam es 2013 zu Einzelausstellungen im Centre Culturel Suisse in Paris und 2014 im Swiss Institute in New York. Es folgten Beteiligungen an internationalen Gruppenausstellungen wie der Biennale di Venezia im Jahr 2017.  2018 zeigte die Parasol Unit Foundation for Contemporary Art in London ihre Werke und im September 2021 eröffnete eine Retrospektive im Münchener Haus der Kunst, zu der ein umfangreicher Katalog veröffentlicht wurde. Ihr folgte eine Ausstellung im Kunstmuseum Bern im Jahr 2022, ergänzt durch eine Parallelausstellung im Muzeum Susch. Hier lag der Schwerpunkt auf den Häutungen.

## Einzelausstellungen (Auswahl)

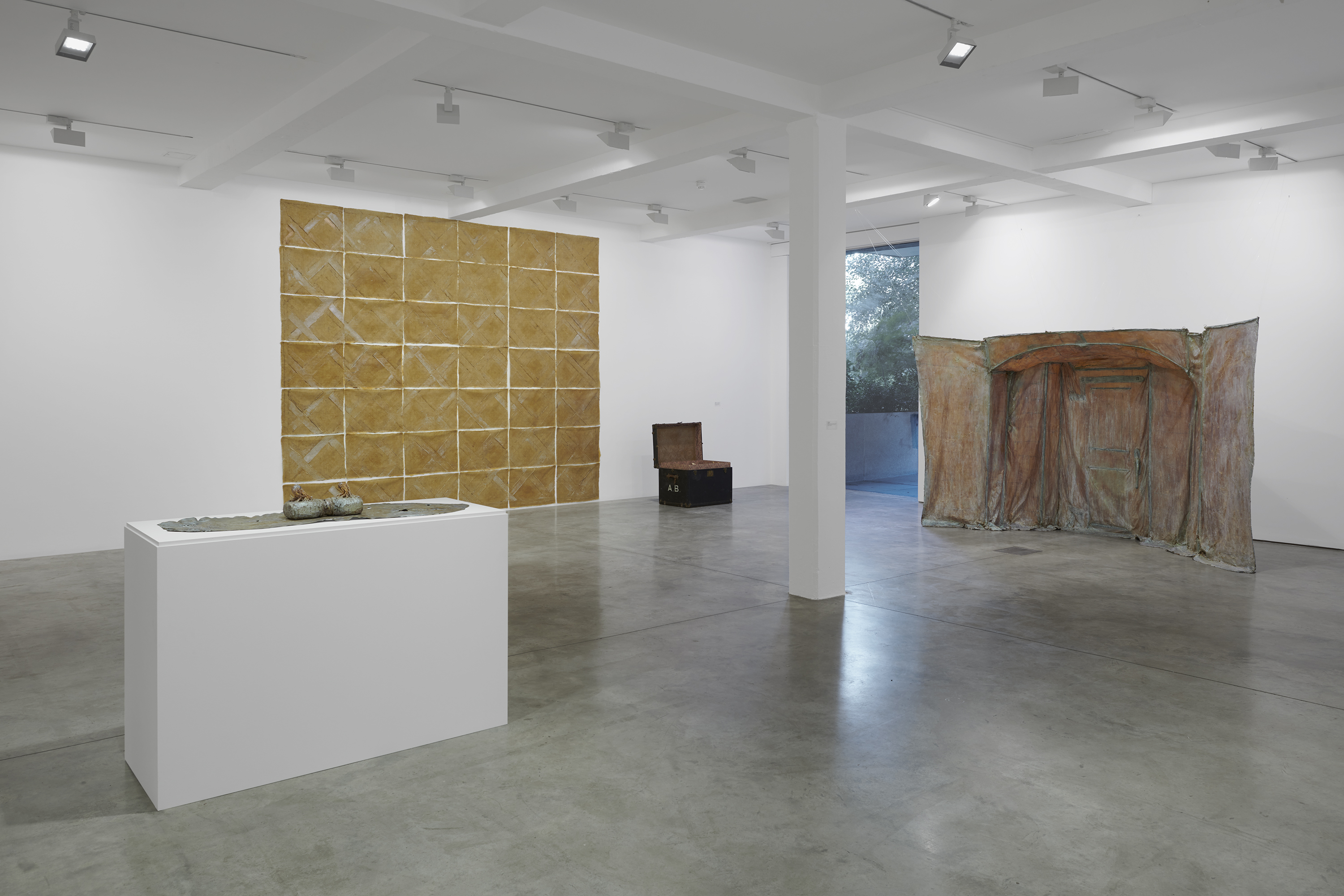
Latexarbeiten: Der Parkettboden des Herrenzimmers, 1979 (links), Ausstellungsansicht Parasol Unit London, 2018

- 2022: Heidi Bucher. Metamorphosen, Kunstmuseum Bern
- 2021: Heidi Bucher. Metamorphosen, Haus der Kunst München
- 2016: Hommage à Heidi Bucher und Carl Bucher, Kulturort Galerie Weiertal, Winterthur, CH
- 2014: Swiss Institute Contemporary Art, New York, USA
- 2014: Alexander Gray Associates, New York, USA
- 2013: Freymond-Guth Fine Arts, Zürich, CH
- 2013: Centre Culturel Suisse, Paris, Frankreich
- 2013: The Approach, London, UK
- 2004: Heidi Bucher – Mother of Pearl, Migros Museum für Gegenwartskunst, Zürich, CH
- 1995: Kunsthaus / Barlach Halle K, Hamburg, DE
- 1993: Villa Bleuler, Galerie im Weissen Haus, Winterthur, CH
- 1993: Und ziehen das Gestern ins Heute: Die Häute aus dem Bellevue Projekt, Kunstmuseum Thurgau, CH
- 1983: Hauträume, Kunstmuseum Winterthur, CH
- 1981: Räume sind Hüllen sind Häute, Galerie Maeght, Zürich, CH
- 1979: Parketthaut / Herrenzimmer / Mobili, Galerie Maeght, Zürich, CH
- 1979: L‘Objet préféré de l‘artiste, Galerie Numaga, Auvernier, CH
- 1977: Einbalsamierungen, Borg, Galerie Maeght, Zürich, CH
- 1973: Bodywrappings, Esther Bear Gallery, Santa Barbara, CA, USA
- 1972: Bodyshells, Los Angeles County Museum of Art, CA, USA
- 1971: Soft Sculptures to wear, Museum of Contemporary Crafts (Happenings in conjunction with solo shows by Carl Bucher), New York, NY, USA
- 1971: Musée d’Art Contemporain, Montréal (Happening im Zusammenhang mit Einzelausstellung von Carl Bucher), CDN
- 1958: Silkcollage, World House Galleries, New York, NY, USA
- 1956: Collagen, Galerie Suzanne Feigel, Basel, CH

## Gruppenausstellungen (Auswahl)
- 2017:  Viva Arte Viva, 57. Biennale Venedig

## Auszeichnungen und Ehrungen
- 1994: Kulturpreis der Stadt Winterthur
- 2023: Ehrung der Stadt Winterthur mit Namensgebung Heidi-Bucher-Platz[18]

## Publikationen
- Heidi Bucher: Metamorphosen. Hatje Cantz Verlag, Berlin 2021, ISBN 978-3775747929.